# Campeonato Cearense 1988
In 1988 werd het 74ste Campeonato Cearense gespeeld voor clubs uit Braziliaanse staat Ceará. De competitie werd georganiseerd door de FCF en werd gespeeld van 28 februari tot 7 september. Ferroviário werd kampioen.

## Eerste toernooi
| Plaats | Club                | Wed. | W | G | V | Saldo | Ptn. |
| ------ | ------------------- | ---- | - | - | - | ----- | ---- |
| 1.     | Fortaleza           | 9    | 6 | 3 | 0 | 13:3  | 15   |
| 2.     | Guarany de Sobral   | 9    | 6 | 1 | 2 | 15:4  | 13   |
| 3.     | Ferroviário         | 9    | 5 | 2 | 2 | 18:9  | 12   |
| 4.     | Tiradentes          | 9    | 4 | 3 | 2 | 13:5  | 11   |
| 5.     | Ceará               | 9    | 3 | 5 | 1 | 8:4   | 11   |
| 6.     | Quixadá             | 9    | 2 | 5 | 2 | 7:7   | 9    |
| 7.     | Guarani de Juazeiro | 9    | 3 | 2 | 4 | 8:10  | 8    |
| 8.     | Calouros do Ar      | 9    | 1 | 3 | 5 | 4:11  | 5    |
| 9.     | Icasa               | 9    | 1 | 1 | 7 | 8:19  | 3    |
| 10.    | América             | 9    | 1 | 1 | 7 | 4:26  | 3    |

|  | Geplaatst voor finaleronde |

## Tweede toernooi

### Eerste fase

#### Groep A
| Plaats | Club        | Wed. | W | G | V | Saldo | Ptn. |
| ------ | ----------- | ---- | - | - | - | ----- | ---- |
| 1.     | Ferroviário | 9    | 6 | 3 | 0 | 12:3  | 15   |
| 2.     | Ceará       | 9    | 5 | 2 | 2 | 14:8  | 12   |
| 3.     | Quixadá     | 9    | 4 | 3 | 2 | 9:9   | 11   |
| 4.     | Icasa       | 9    | 2 | 1 | 6 | 6:10  | 5    |
| 5.     | América     | 9    | 1 | 2 | 6 | 3:17  | 4    |

|  | Geplaatst voor tweede fase |

#### Groep B
| Plaats | Club                | Wed. | W | G | V | Saldo | Ptn. |
| ------ | ------------------- | ---- | - | - | - | ----- | ---- |
| 1.     | Tiradentes          | 9    | 5 | 3 | 1 | 12:8  | 13   |
| 2.     | Guarany de Sobral   | 9    | 5 | 1 | 3 | 10:5  | 11   |
| 3.     | Guarani de Juazeiro | 9    | 3 | 3 | 3 | 9:6   | 9    |
| 4.     | Fortaleza           | 9    | 3 | 1 | 5 | 12:12 | 7    |
| 5.     | Calouros do Ar      | 9    | 0 | 3 | 6 | 0:9   | 3    |

|  | Geplaatst voor tweede fase |

### Tweede fase
In geval van gelijkspel ging de club met het beste resultaat uit de competitie door. 
|  | Halve finale      | Halve finale | Halve finale |             |   | Finale | Finale | Finale |
|  |                   |              |              |             |   |        |        |        |
|  | Ferroviário       | 4            |              |             |   |        |        |        |
|  | Guarany de Sobral | 0            |              |             |   |        |        |        |
|  | Guarany de Sobral | 0            |              | Ferroviário | 1 | 1      |        |        |
|  |                   |              |              |             | 1 | 1      |        |        |
|  |                   | Tiradentes   | 2            | 4           |   |        |        |        |
|  | Tiradentes        | Tiradentes   | 2            | 4           | 1 |        |        |        |
|  | Tiradentes        |              |              |             | 1 |        |        |        |
|  | Ceará             | 1            |              |             |   |        |        |        |

## Derde toernooi

### Eerste fase

#### Groep A
| Plaats | Club        | Wed. | W | G | V | Saldo | Ptn. |
| ------ | ----------- | ---- | - | - | - | ----- | ---- |
| 1.     | Ferroviário | 9    | 6 | 1 | 2 | 8:3   | 13   |
| 2.     | Fortaleza   | 9    | 5 | 2 | 2 | 13:5  | 12   |
| 3.     | Quixadá     | 9    | 4 | 1 | 4 | 13:13 | 9    |
| 4.     | Icasa       | 9    | 1 | 3 | 5 | 7:17  | 5    |
| 5.     | América     | 9    | 1 | 2 | 6 | 5:10  | 4    |

|  | Geplaatst voor tweede fase |

#### Groep B
| Plaats | Club                | Wed. | W | G | V | Saldo | Ptn. |
| ------ | ------------------- | ---- | - | - | - | ----- | ---- |
| 1.     | Ceará               | 9    | 5 | 4 | 0 | 11:3  | 14   |
| 2.     | Tiradentes          | 9    | 5 | 3 | 1 | 11:5  | 13   |
| 3.     | Guarany de Sobral   | 9    | 4 | 0 | 5 | 7:8   | 8    |
| 4.     | Guarani de Juazeiro | 9    | 2 | 2 | 5 | 4:10  | 6    |
| 5.     | Calouros do Ar      | 9    | 1 | 4 | 4 | 4:9   | 6    |

|  | Geplaatst voor tweede fase |

### Tweede fase
In geval van gelijkspel ging de club met het beste resultaat uit de competitie door. In de finale werden er verlengingen gespeeld, score tussen haakjes weergegeven, die score telde dan. 
|  | Halve finale | Halve finale | Halve finale |             |   | Finale | Finale | Finale |
|  |              |              |              |             |   |        |        |        |
|  | Ferroviário  | 2            |              |             |   |        |        |        |
|  | Tiradentes   | 1            |              |             |   |        |        |        |
|  | Tiradentes   | 1            |              | Ferroviário | 3 | 1 (0)  |        |        |
|  |              |              |              |             | 3 | 1 (0)  |        |        |
|  |              | Ceará        | 0            | 5 (2)       |   |        |        |        |
|  | Ceará        | Ceará        | 0            | 5 (2)       | 1 |        |        |        |
|  | Ceará        |              |              |             | 1 |        |        |        |
|  | Fortaleza    | 0            |              |             |   |        |        |        |

## Finaleronde
De twee toernooiwinnaars kregen al twee bonuspunten en Fortaleza nog eens twee omdat ze het beste resultaat hadden over twee toernooien gezien.
| Plaats | Club        | Wed. | W | G | V | Saldo | Ptn. |
| ------ | ----------- | ---- | - | - | - | ----- | ---- |
| 1.     | Ferroviário | 4    | 2 | 2 | 0 | 4:2   | 6    |
| 2.     | Fortaleza   | 4    | 1 | 2 | 1 | 4:4   | 4    |
| 3.     | Tiradentes  | 4    | 0 | 2 | 2 | 5:7   | 2    |

|  | Kampioen |

## Kampioen
| Campeonato Cearense de 1988     |
| Ceará                           |
| ------------------------------- |
| FERROVIÁRIO Kampioen (7° titel) |